# 華豐股份
華豐股份有限公司，簡稱華豐股份（英語：Hwa Hong Corporation Limited，SGX：H19），在1952年由王氏家族創立，前身為「華豐製造有限公司」。
業務在中國、新加坡、馬來西亞、英國等地區經營房地產、以及其他工商業投資項目。該總部位於38 South Bridge Road Singapore 058672。主席為Hans Hugh Miller，總裁為Ong Choo Eng。而股份在1979年7月26日於新加坡交易所主板上市。

## 連結
- HwaHongCorp.com （页面存档备份，存于）